# Arturo Barea
Arturo Barea född 20 september 1897 i Madrid, död 24 december 1957 i Faringdon, Berkshire, var en spansk författare.
Barea föddes i ett fattigt hem, blev tidigt faderlös men omhändertogs av en rik släkting. Redan som ung gjorde han sig känd för sina radikala åsikter, 1920-24 gjorde han sin värnplikt och deltog därefter i striderna mot de infödda i Marocko. Han lämnade sinare armén och deltog i spanska inbördeskriget på republikanernas sida. Under en tid tjänstgjorde han som hallåman vid den republikanska radion. Han gick i exil 1938 i Frankrike, senare Storbritannien.
Han debuterade 1938 med berättelserna Valor y miedo ("Mod och fruktan"). Första delen (Smedjan) i hans självbiografiska trilogi La Forja de un Rebelde behandlar uppväxttiden, den andra (Spåret) kriget i Marocko 1920-24 och den tredje (Upproret) striderna i Madrid. Han har också skrivit essäer om spansk litteratur, om Miguel de Unamuno och en bok om Federico García Lorca.